# 164589 La Sagra
164589 La Sagra este un asteroid din centura principală de asteroizi.

## Descriere
164589 La Sagra este un asteroid din centura principală de asteroizi. A fost descoperit pe 11 august 2007 la La Sagra par l'Observatorio Astronómico de Mallorca. Asteroidul prezintă o orbită caracterizată de o semiaxă mare de 2,44 ua, o excentricitate de 0,22 și o înclinație de 1,3° în raport cu ecliptica.